# 김상덕 (1891년)
김상덕(金尙德, 1891년 12월 10일 ~ 1956년 4월 28일)은 대한민국의 독립운동가이자, 정치인이다. 임정 국무위원, 민족혁명당 중앙집행위원 등을 지냈고, 광복 뒤에는 비상국민회의 대의원, 민족통일총본부 총무부장 등으로 활동했다. 1949년 반민특위 위원장을 지냈었다. 호는 영주(令洲). 경상북도 고령 출신.

## 생애

### 생애초기
경상북도 고령군 저전동에서 소농의 아들(5남)으로 태어났다. 5세 때에 아버지의 권유로 서당에 들어가 한학을 19세 때까지 향리에서 배웠다고 한다. 21세가 되던 1912년 4월 경북 고령공립보통학교에 입학하였으나 이듬해 그만두었다. 고령공립보통학교를 그만 둔 김상덕은 1915년 경성부로 올라와 경신중학교에 입학하였다. 1917년에는 과거 16세때 부모가 짝지어 준 합천군 출신의 강태정(姜泰貞)이라는 여인과 결혼하였다. 경신중학교 다니면서 그는 낮에는 목수일로 학비를 벌고, 밤이면 공부하면서 20대 초반의 청년기를 경신학교에서 보냈다고 한다. 그리고 경신학교 다니면서 기독교에 접하게 되고 신학문을 배우면서 민족의식과 항일의식을 갖게 되면서 일본으로 건너가 근대적인 신학문을 하고 독립운동을 하기로 결심하였다.

### 독립운동

#### 일본 유학과 2.8 독립선언
경신학교 졸업 후에는 전문교육을 받기 위해 1917년 일본으로 건너갔다. 당시 집안에서 유학비용을 댈 수 없는 처지여서 모교 경신학교를 통해 알게 된 기독교 계열의 지원을 받아 유학을 가게 된 것이다. 일본 도쿄에서 정칙영어학교(正則英語學校)를 거쳐 와세다 대학으로 진학, 유학생들과 민족운동의 방안을 마련하려 노력하였다.
그러나 일본 유학 중 1918년 7월 일본에서 물가 폭등하는 사태가 일어나 학업 생활이 어려워지자, 김상덕은 어쩔 수 없이 학업을 중단하고 생활비를 벌어야 했다고 한다.
1919년 1월 6일, 동경에서 조선유학생학우회가 주최한 웅변대회에 참석하였다. 이날 행사는 유학생들이 모여 독립운동 전개 방법을 논의하는 모임으로 확대되었고, 선생은 독립선언서 작성과 발송을 위한 실행위원으로 선정되어 김도연·백관수·최팔용 등 조선인 유학생들과 함께 조선청년독립단을 결성하였다.

#### 대한민국 임시정부 활동
1923년 국민대표회의에 참가하였을 때 그는 개조파에 가담하였다. 임시정부를 해체하자는 창조파의 주장에 임시정부를 유지 하면서 개혁하자는 개조파의 선언서 수정위원으로 선출되어 활동하였다. 1924년에는 상해청년동맹회를 결성하여 중국에서 활동하는 독립운동 세력을 통합시키려는 계획을 세웠다.
시사연구회에 가담, 1928년 시사연구회 집행위원장으로서 전민족유일당조직촉성회를 개최하였으며, 이어 같은 해 12월에 지린(吉林)에서 혁신의회와 민족유일당재만책진회를 조직하는 등 민족유일당운동을 전개하였다. 그러나 만주에서의 유일당운동은 참여한 독립운동단체 간의 입장 차이로 인하여 결렬되었고, 일제의 만주 침공 이후 1933년 선생은 다시 중국 본토로 되돌아왔다.
1935년 7월 난징(南京)에서 조선민족혁명당이 창당되었고 중앙집행위원으로 활동했다.

### 광복 이후
1945년 11월 주석 김구, 부주석 김규식 등 임정요인과 함께 귀국하였다. 1946년 2월 비상국민회의 대의원과 민족통일총본부 총무부장을 지냈다. 1948년 5월 10일 제헌국회의원 선거에 출마하여 당선되었고, 국회에 입성하였다. 6월 1일 헌법기초위원회 위원에 선임되었다.
1949년 이인, 곽상훈 등과 반민특위를 구성, 반민특위 초대 위원장에 선출되었다.
1950년 서울에 체류중 6.25 전쟁으로 북한에 피랍되었다.
1956년 4월28일까지 북한에서 활동하다가 사망하여, 평양시 룡성구역 룡흥1동에 조성된 재북 인사 62명의 유해가 안치된 재북인사의 묘에 안치되었다.
1990년 건국훈장 독립장이 추서되었다.

## 직계 가족 및 친인척 관계
- 본인: 김상덕
- 배우자: 강태정
  - 아들: 김정육
    - 손자: 김진영
    - 손녀: 김경은

  - 딸: 김길성

### 후손
아들 김정육 선생은 부친이 납북되면서 그 후의 성장기를 어렵게 보냈으며 고학으로 대학을 마쳤으나 납북자 가족이라는 이유로 50세가 되도록 취업을 할 수가 없었다. 40세가 넘어서 만난 부인과 잠시 단란한 삶을 꾸렸으나 얼마 뒤 부인이 신부전증으로 투병하다가 결국 세상을 떠나고 말았다. 김정육의 하나 있는 아들 김진영마저 2017년 8월 25일 세 살짜리 딸과 만삭의 아내, 그리고 팔십이 넘은 부친을 남겨둔 채 암으로 38세에 숨을 거두었다.

## 연보
- 1917년 3월 서울 경신학교를 졸업.
- 1917년 일본 와세다 대학교 입학.
- 1919년 1월 도쿄에서 열린 조선유학생학우회가 주최한 웅변대회가 독립운동 논의 모임으로 확대될 때, 김상덕은 독립선언서 작성과 발송을 위한 실행위원으로 선정되었다.[7]
- 1919년 2월 2·8 독립선언에 참가.
- 2·8 독립선언 관련, 일제에 체포ㆍ구금, 1920년 2월 출옥.[7]
- 일본 와세다 대학교 정경학부를 중퇴.
- 상하이로 망명하여 대한민국 임시정부에 참여.
- 임시의정원 의원(지역구 경상도)
- 1924년 상하이 청년동맹회 조직, 중국에서 활동하는 독립운동 세력 통합 계획.[7]
- 1935년 난징(南京)에서 조선민족혁명당이 창당되자, 김상덕은 민혁당 중앙집행위원으로 피선.
- 1940년 민족혁명당의 무장단체인 조선의용대에 합류해 본부편집위원으로 활동.
- 1942년 조선민족혁명당이 임시정부에 참여하면서 의정원 의원으로 임시정부의 국제적 승인을 요청하는 등 활발한 의정활동.
- 1942년 10월 대한민국 임시정부 국무위원 겸 문화부장
- 1945년 대한민국 임시정부요인들과 함께 환국
- 1945년 12월 24일 한국 소년군 총본부 고문에 추대.[8]
- 1946년 6월 29일 민족통일총본부 결성식에 참석, 민족통일총본부 총무부장에 추대.
- 1948년 5월 10일 : 제헌 국회의원(경북 고령)
- 국회 내의 반민특위 위원장으로 선임.[9]
- 1949년 반민특위가 강제 해산되면서 실패.
- 1950년 한국전쟁 때 조선인민군에 의해 조선민주주의인민공화국으로 납북.

## 김상덕을 연기한 배우
- 한인수 - 1990년 (반민특위) MBC 드라마

## 역대 선거 결과
|  | 54.50% |

|  | 22.64% |

## 참고 자료
- 《대한민국 의정총람》, 국회의원총람발간위원회, 1994년
- 김상덕 - 대한민국헌정회
- 김상덕 : 독립유공자 공훈록 - 국가보훈처
- KBS 인물현대사 "미완의 역사, 친일청산 - 반민특위 김상덕" 2004년 11월 12일(금) 방송[10]
- 김삼웅 인물열전 -반민특위 위원장 김상덕-[깨진 링크(과거 내용 찾기)]